# Semelpari
Semelpari (av latinets semel, "en (enda) gång", och pario, "föda", "frambringa", "alstra") är en reproduktionsstrategi som går ut på att individen fortplantar sig en gång under sin livstid, till skillnad från iteropara organismer där individen fortplantar sig flera gånger under sin livstid. Organismer som är semelpara kan ibland lägga all sin energi på reproduktionen och sedan dö, exempelvis stillahavslaxar.